# Ногайский район (Карачаево-Черкесия)
Нога́йский райо́н — административно-территориальная единица и муниципальное образование (муниципальный район) в составе Карачаево-Черкесской Республики Российской Федерации.
Административный центр — посёлок Эркен-Шахар.

## География

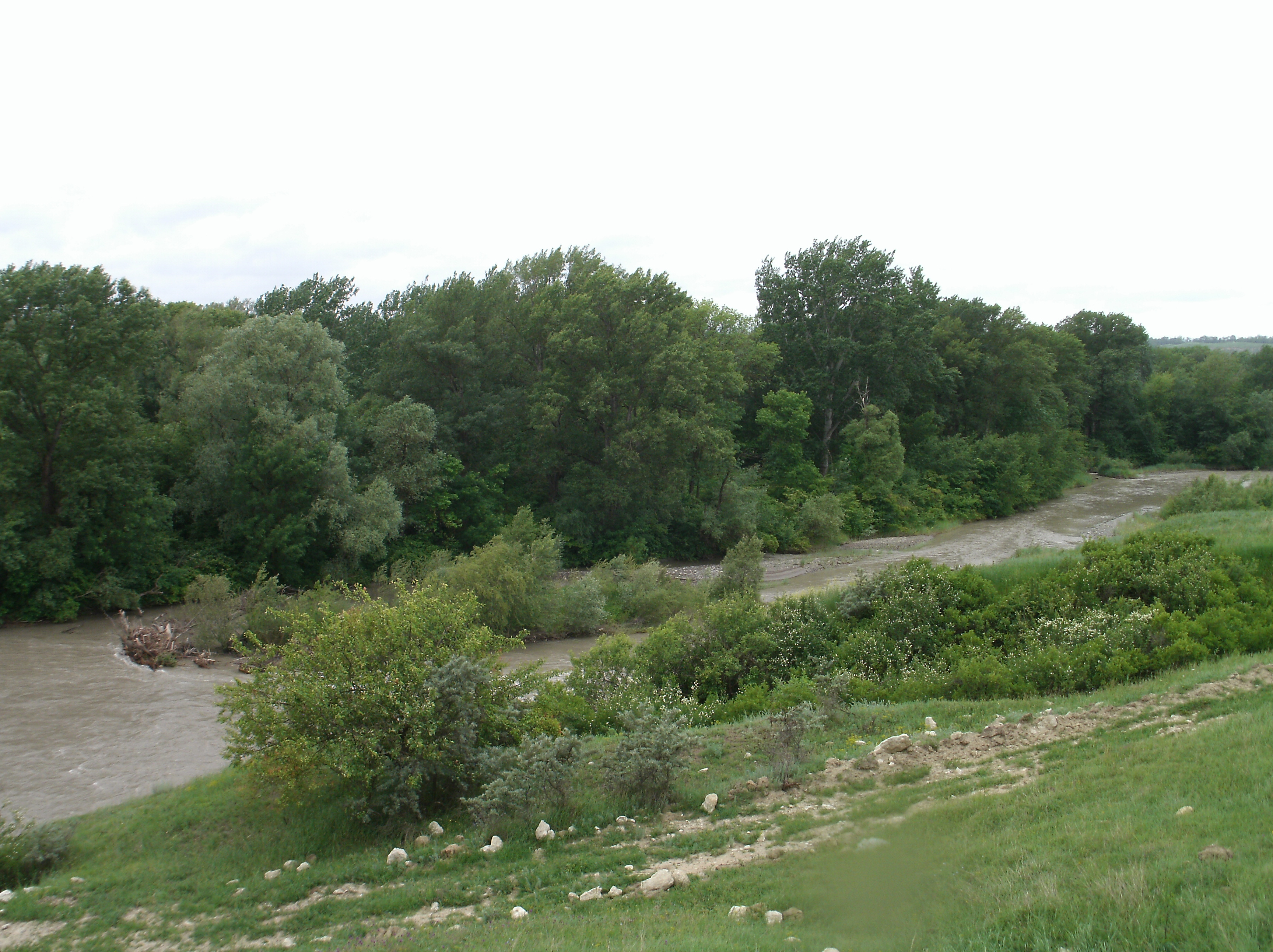
Облепиховая роща на берегу Кубани к северу от аула Кубан-Халк

Ногайский район расположен в северной части Карачаево-Черкесской Республики. Площадь территории района — 209,59 км² (с 2013 года), что составляет около 1,47 % от территории Карачаево-Черкесии.
Граничит с Адыге-Хабльским районом на востоке и западе (разделяя его, таким образом, на две части), Хабезским районом на юге, а также с Кочубеевским районом Ставропольского края на севере.

## История
Историческим предшественником современного Ногайского района, то есть административно-территориальным образованием, объединяющим преимущественно ногайские населённые пункты, считается существовавший в 1935—1956 годах Икон-Халкский район. С конца 1980-х годов представителями ногайской общественности региона озвучивалась идея восстановления Икон-Халкского района или создания отдельного района, который включал бы в себя населённые пункты с ногайским населением.
Практическая реализация этих устремлений на республиканском уровне началась в период обострения внутриполитической ситуации в регионе по вопросу создания ещё одного «национального» района — Абазинского, в июне 2005 года. При этом ногайское население Карачаево-Черкесии, как правило, старается не участвовать в конфликтах внутри республики, связанных с противостоянием различных элитных групп, в том числе в противостояниях национальных элит разных народов, населяющих КЧР. 5 июня 2005 года Народным Собранием Карачаево-Черкесии было принято постановление об образовании Абазинского и Ногайского районов.
8 октября 2006 года состоялся местный референдум о создании района, в ноябре того же года его результаты были утверждены Народным Собранием, и 15 декабря 2006 года парламент региона принял постановление о создании Ногайского района. 12 октября 2007 года постановлением Правительства РФ было утверждено присвоение новому району Карачаево-Черкесской Республики, с центром в посёлке Эркен-Шахар, наименования «Ногайский», в ноябре того же года соответствующие изменения были внесены в Конституцию КЧР.
В январе 2008 года на территории Адыге-Хабльского района состоялся референдум о границах нового административно-территориального образования, в феврале 2008 года по итогам референдума был принят республиканский закон о границах Ногайского района и придании ему статуса муниципального района. Район, таким образом, был образован в местах компактного проживания ногайцев на территории, ранее входившей в Адыге-Хабльский район. Новая административно-территориальная единица включила в себя 39 % территории Адыге-Хабльского района.
В мае 2008 года состоялся референдум о способах формирования и структуре муниципальных органов власти, тогда же была сформирована временная районная администрация. В июне 2008 года сформирована территориальная избирательная комиссия, в марте 2009 года прошли первые выборы главы района и депутатов районного совета. В июне 2009 года Советом района принят Устав Ногайского района, и муниципальное образование было включено Минюстом РФ в реестр муниципальных образований страны. В декабре 2009 года принят первый районный бюджет. С 1 января 2010 года Ногайский район является полноправным субъектом Карачаево-Черкесской Республики.

## Население
| 2010    | 2011    | 2012    | 2013    | 2014    | 2015    | 2016    | 2017    | 2018    |
| ------- | ------- | ------- | ------- | ------- | ------- | ------- | ------- | ------- |
| 15 659  | →15 659 | ↘15 655 | ↘15 608 | ↘15 577 | ↗15 642 | ↘15 624 | ↗15 657 | ↘15 566 |
| 2019    | 2020    | 2021    | 2023    | 2024    | 2025    |         |         |         |
| ↘15 515 | ↘15 449 | ↗16 455 | ↘16 443 | ↘16 400 | ↘16 345 |         |         |         |

### Национальный состав
По данным Всероссийской переписи населения 2010 года:
| Народ                     | Численность, чел. | Доля от всего населения, % |
| ------------------------- | ----------------- | -------------------------- |
| ногайцы                   | 11 851            | 75,68 %                    |
| русские                   | 1 912             | 12,21 %                    |
| черкесы                   | 474               | 3,03 %                     |
| абазины                   | 267               | 1,71 %                     |
| татары                    | 166               | 1,06 %                     |
| карачаевцы                | 162               | 1,03 %                     |
| другие                    | 615               | 3,93 %                     |
| не указана национальность | 212               | 1,35 %                     |
| всего                     | 15 659            | 100,0 %                    |

По итогам переписи населения 2020 года проживали следующие национальности (национальности менее 1 % и другое, см. в сноске к строке «Другие»):
| Национальность | Численность, чел. | Доля     |
| -------------- | ----------------- | -------- |
| Ногайцы        | 13 908            | 84,52 %  |
| Русские        | 1377              | 8,37 %   |
| Черкесы        | 303               | 1,84 %   |
| Абазины        | 179               | 1,09 %   |
| Другие         | 69                | 4,18 %   |
| Итого          | 16 455            | 100,00 % |

Половозрастной состав
По данным Всероссийской переписи населения 2010 года:
| Возраст     | Мужчины, чел. | Женщины, чел. | Общая численность, чел. | Доля от всего населения, % |
| ----------- | ------------- | ------------- | ----------------------- | -------------------------- |
| 0 — 14 лет  | 1 533         | 1 424         | 2 957                   | 18,88 %                    |
| 15 — 59 лет | 5 066         | 5 338         | 10 404                  | 66,44 %                    |
| от 60 лет   | 793           | 1 505         | 2 298                   | 14,68 %                    |
| Всего       | 7 392         | 8 267         | 15 659                  | 100,0 %                    |

Мужчины — 7 392 чел. (47,2 %). Женщины — 8 267 чел. (52,8 %).
Средний возраст населения: 36,0 лет. Средний возраст мужчин: 33,8 лет. Средний возраст женщин: 37,9 лет.
Медианный возраст населения: 33,8 лет. Медианный возраст мужчин: 31,4 лет. Медианный возраст женщин: 36,4 лет.

## Муниципальное устройство
В Ногайский муниципальный район входят 5 муниципальных образований со статусом сельского поселения: 
| № | Сельское поселение | Административный центр | Количество населённых пунктов | Население (чел.) | Площадь (км²) |
| - | ------------------ | ---------------------- | ----------------------------- | ---------------- | ------------- |
| 1 | Адиль-Халкское     | аул Адиль-Халк         | 1                             | ↗1770            | 24,85         |
| 2 | Икон-Халкское      | аул Икон-Халк          | 2                             | ↗4870            | 88,76         |
| 3 | Эркен-Халкское     | аул Эркен-Халк         | 1                             | ↘1816            | 23,33         |
| 4 | Эркен-Шахарское    | посёлок Эркен-Шахар    | 2                             | ↘5429            | 21,11         |
| 5 | Эркен-Юртское      | аул Эркен-Юрт          | 2                             | ↘2493            | 51,54         |

## Населённые пункты
Распределение населения района
 а. Икон-Халк (27,99 %) п. Эркен-Шахар (27,32 %) а. Эркен-Юрт (14,1 %) а. Адиль-Халк (10,76 %) а. Эркен-Халк (10,98 %) Остальные (8,85 %)
В Ногайском районе 8 сельских населённых пунктов.
| № | Населённый пункт | Тип     | Население | Сельское поселение |
| - | ---------------- | ------- | --------- | ------------------ |
| 1 | Адиль-Халк       | аул     | ↘1758     | Адиль-Халкское     |
| 2 | Евсеевский       | хутор   | ↘213      | Эркен-Юртское      |
| 3 | Икон-Халк        | аул     | ↗4575     | Икон-Халкское      |
| 4 | Кубан-Халк       | аул     | ↗1020     | Эркен-Шахарское    |
| 5 | Кызыл-Тогай      | аул     | ↗296      | Икон-Халкское      |
| 6 | Эркен-Халк       | аул     | ↘1795     | Эркен-Халкское     |
| 7 | Эркен-Шахар      | посёлок | ↗4466     | Эркен-Шахарское    |
| 8 | Эркен-Юрт        | аул     | ↗2305     | Эркен-Юртское      |

## Органы местного самоуправления
Структуру органов местного самоуправления муниципального образования составляют:
1. Совет Ногайского муниципального района — выборный представительный орган района;
2. Администрация Ногайского муниципального района — исполнительно-распорядительный орган района;
3. Глава Ногайского муниципального района — высшее должностное лицо района, председатель Совета района.

Глава районной администрации
- Санглибаев Магомет Даирович (2009—2014)
- Керейтов Энвер Рамазанович (2014—2019)
- Хапиштов Мурат Азаматович (с 14 октября 2019 года)

Глава района, председатель районного совета
- Катаганов Исмаил Ямбулатович (2009—2019)
- Кукаев Рустам Эдуардович (с 2019 года)

Адрес администрации Ногайского муниципального района: посёлок Эркен-Шахар, ул. Шоссейная, д. 36.

## Побратимские связи
- Ногайский район, Дагестан, Россия[29].